# Aslan (Narnia)

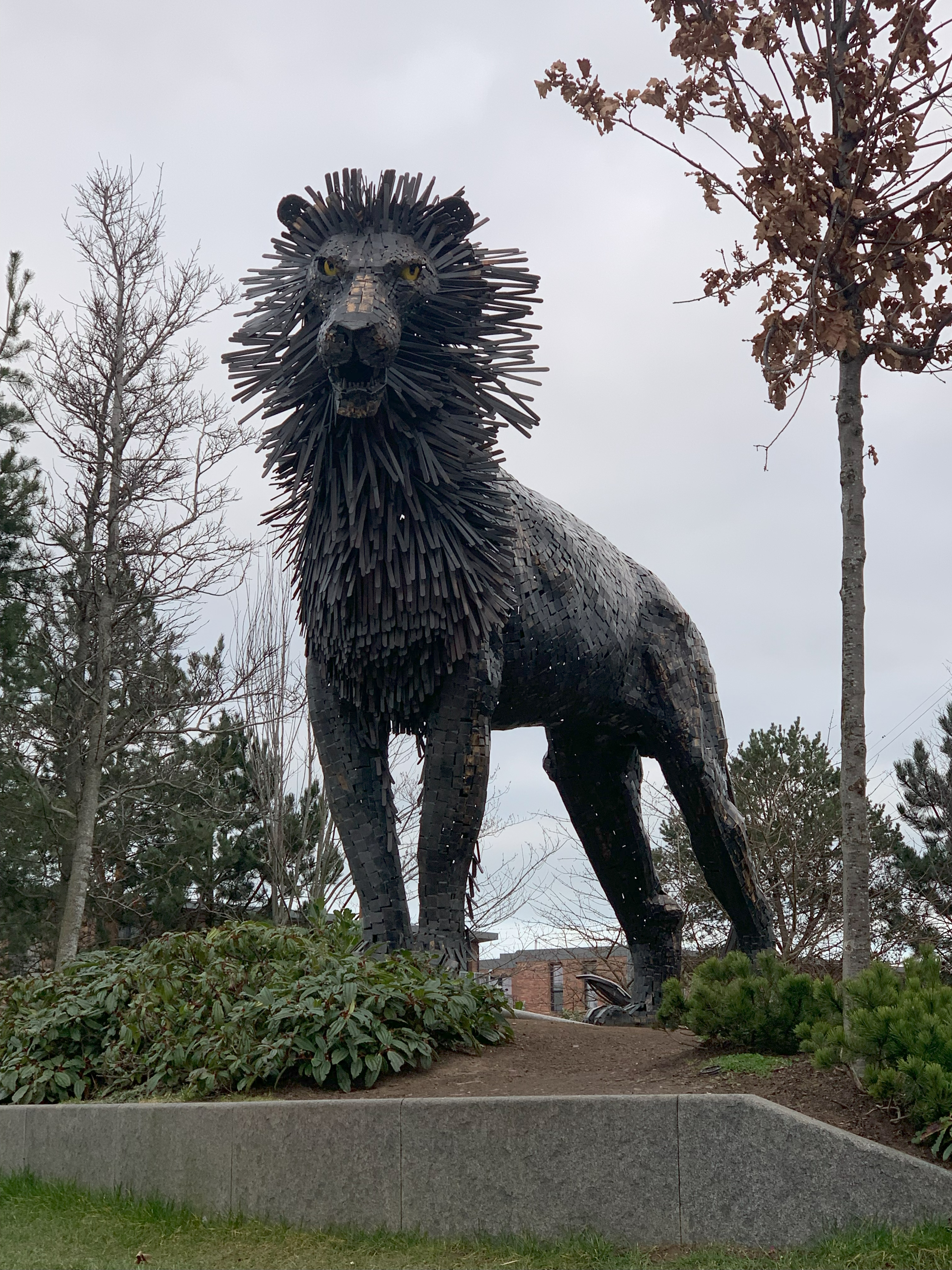
Der Löwe Aslan (von Maurice Harron, 2016; CS Lewis Square, Belfast, Republik Irland)

Aslan (türkisch für Löwe) ist ein fiktiver Löwe aus der Romanreihe Die Chroniken von Narnia von C. S. Lewis. Er ist die einzige Figur, die in allen sieben Bänden der Reihe vorkommt. 

## Biografie

### Das Wunder von Narnia
In Das Wunder von Narnia erschafft Aslan Narnia, indem er ein Lied singt. Er erschafft auch weitere Kreaturen, zum Beispiel geflügelte Pferde. Jadis, die aus der Welt Charn nach Narnia kam, findet diesen Gesang grässlich und schleudert dem Löwen eine Straßenlaterne aus London an den Kopf, die an ihm jedoch abprallt und seitdem im Laternendickicht, einem Teil von Narnia, steht. Aslan sagt den Hauptcharakteren Digory Kirke und Polly Plummer, dass Jadis später eine große Bedrohung für Narnia darstellen wird. Er krönt Frank, der ebenfalls mit nach Narnia gekommen war und dessen Frau Helen zu den ersten Königen von Narnia.

### Der König von Narnia
Als Lucy, Edmund, Peter und Susan Pevensie durch den Kleiderschrank im Haus des Professors Digory Kirkes nach Narnia gelangen, herrscht Jadis, die Weiße Hexe, bereits seit 100 Jahren in Narnia und sorgt dafür, dass ewiger Winter herrscht. Die Kinder werden erstmals mit Aslan konfrontiert, als Herr Biber von diesem erzählt. Er erzählt, dass Aslan der wahre König von Narnia ist und die 4 Kinder dazu auserwählt sind, Narnia von der Weißen Hexe zu befreien. Aslan selbst kommt erstmals an dessen Lager vor, als die Kinder ihn treffen. Dort tritt auch die Hexe auf, die Edmund wegen Hochverrats hinrichten will. Sie bezieht sich damit auf ein Gesetz vom Ursprung Narnias, wonach sie ein Recht auf jeden Verräter Narnias hat. Doch Aslan bietet sich an Edmunds Stelle an und wird auf dem Steinernen Tisch getötet. Er steht jedoch von den Toten auf, besiegt die Truppen der Weißen Hexe und tötet Jadis. Am Ende krönt er die vier Pevensies zu den Königen von Narnia.

### Der Ritt nach Narnia
Aslans Einfluss bleibt den Charakteren zunächst verborgen. Am Anfang der Geschichte übergab er Prinz Cor von Archenland an einen Kalormenen, der diesen Shasta nannte. Auf der Flucht von Shasta und dem sprechenden Pferd Bree jagt er diese unerkannt, damit sie Aravis und das sprechende Pferd Hwin treffen. Außerdem tröstet er Shasta in Form einer Katze im Schlaf. Später jagt er diese vier noch einmal, damit sie Archenland rechtzeitig erreichen, um im sogenannten Archenland-Konflikt gegen die Kalormenen zu kämpfen. Der Krieg endet damit, dass er Rabadash, den Prinzen der Kalormenen, in einen Esel verwandelt.

### Prinz Kaspian von Narnia
Nachdem die Pevensies Narnia wieder verlassen hatten, nachdem sie aus dem Kleiderschrank zurückgekehrt waren, hatte Aslan Narnia verlassen. Erst 1300 Narnia-Jahre später werden sie durch Prinz Kaspian zurückgerufen. In dieser Zeit wurde Narnia von den Telmarern erobert, die einen Großteil der narnianischen Bevölkerung ausgerottet haben. Bei ihrer Ankunft in Narnia sieht zuerst Lucy Aslan, nach und nach tun es auch die anderen Pevensies. Am Ende besiegt Aslan mit einer Armee aus wieder erwachten Bäumen und Maenaden die Telmarer und erobert Narnia zurück. Miraz, der König der Telmarer wird von seinen eigenen Gefolgsleuten getötet. Als neuer König der Narnianen und der Telmarer wird Kaspian von Aslan gekrönt. Später verlassen die 4 Pevensies Narnia und kehren in ihre eigene Welt zurück, wobei Aslan Susan und Peter sagt, dass diese nicht mehr nach Narnia zurückkommen werden.

### Die Reise auf der Morgenröte
Edmund und Lucy Pevensie werden zusammen mit ihrem Cousin Eustachius Knilch (englisch Eustace Scrubb) zurück nach Narnia geholt. Als Eustachius durch einen Fluch zum Drachen wird, verwandelt Aslan ihn zurück. Er erscheint mehrmals im Buch, zeigt sich jedoch nie offensichtlich. Am Ende erscheint Aslan als Lamm, danach nimmt er erneut seine gewohnte Form ein. Zuletzt zeigt er der Maus Reepicheep den Weg in sein Land.

### Der silberne Sessel
Durch Aslan kommen Eustachius Knilch und Jill Pole nach Narnia. Dort angelangt erklärt er diesen, dass es ihre Aufgabe ist, Prinz Rilian, den verschwundenen Sohn von Prinz Kaspian zu finden. Dann kommt Aslan bis zum Ende des Buches nicht mehr vor, gibt den beiden aber mehrere Zeichen, die ihnen bei der Suche helfen. Als er Jill und Eustachius in ihre Welt zurückbringt, zeigt sich Aslan den Tyrannen in der Schule, um sie zu erschrecken.

### Der letzte Kampf
Die Bösewichte der Geschichte handeln zwar in Aslans Namen, jedoch erscheint dieser erst am Ende der Geschichte. Er zerstört Narnia und schickt die Bewohner, die sich zu ihm bekehren, sowie die Sieben Freunde Narnias (Digory, Polly, Lucy, Edmund, Peter, Eustachius und Jill) in sein eigenes Land. Er erklärt ihnen, dass sie nun in ihrer Welt tot sind und das Leben nach dem Tod nun begonnen hat.

## Christlicher Hintergrund
Man kann mehrere Parallelen zwischen Aslan und Jesus Christus erkennen. So kann die Opferungszene in Der König von Narnia als Parallele zur Kreuzigung von Jesus erkannt werden. In einem Brief an Kinder, der in Briefe aus Narnia - C. S. Lewis schreibt an Kinder festgehalten wurde, schreibt C. S. Lewis allerdings: „Ich habe mir nicht gesagt: ‚Stellen wir durch einen Löwen in Narnia Jesus dar, wie er wirklich in unserer Welt ist‘, sondern ich habe gesagt: ‚Nehmen wir an, es gäbe ein Land wie Narnia, und der Sohn Gottes würde, wie er in unserer Welt zu einem Menschen geworden ist, dort zu einem Löwen, und stellen wir uns vor, was dann passieren würde.‘ Wenn ihr darüber nachdenkt, werdet ihr feststellen, dass das etwas ganz anderes ist.“

## Filme und Schauspieler
- 1967: Der König von Narnia (ITV) (gespielt von Bernard Kay)
- 1979: Der König von Narnia (Zeichentrickfilm) (gesprochen von Stephen Thorne)
- 1988–1990: Die Chroniken von Narnia (BBC) (gesprochen von Ronald Pickup, gespielt von William-Todd Jones, Ailsa Berk und Timothy M. Rose):
  - 1988: Der König von Narnia
  - 1989: Prinz Kaspian und die Reise auf der Morgenröte
  - 1990: Der silberne Sessel
- 2005–2010: Die Chroniken von Narnia (Walden Media) (gesprochen von Liam Neeson), bestehend aus:
  - 2005: Der König von Narnia
  - 2008: Prinz Kaspian von Narnia
  - 2010: Die Reise auf der Morgenröte

## Deutsche Synchronsprecher
- BBC-Verfilmung: Ulrich Voß
- Walden Media-Verfilmung: Thomas Fritsch

## Parodien
- Asthma in Die Chroniken von Blarnia: Die ultimative Parodie (2005) von Michael Gerber[2]
- Aslo in Fantastic Movie (2007) – gespielt von Fred Willard